# WRT54G

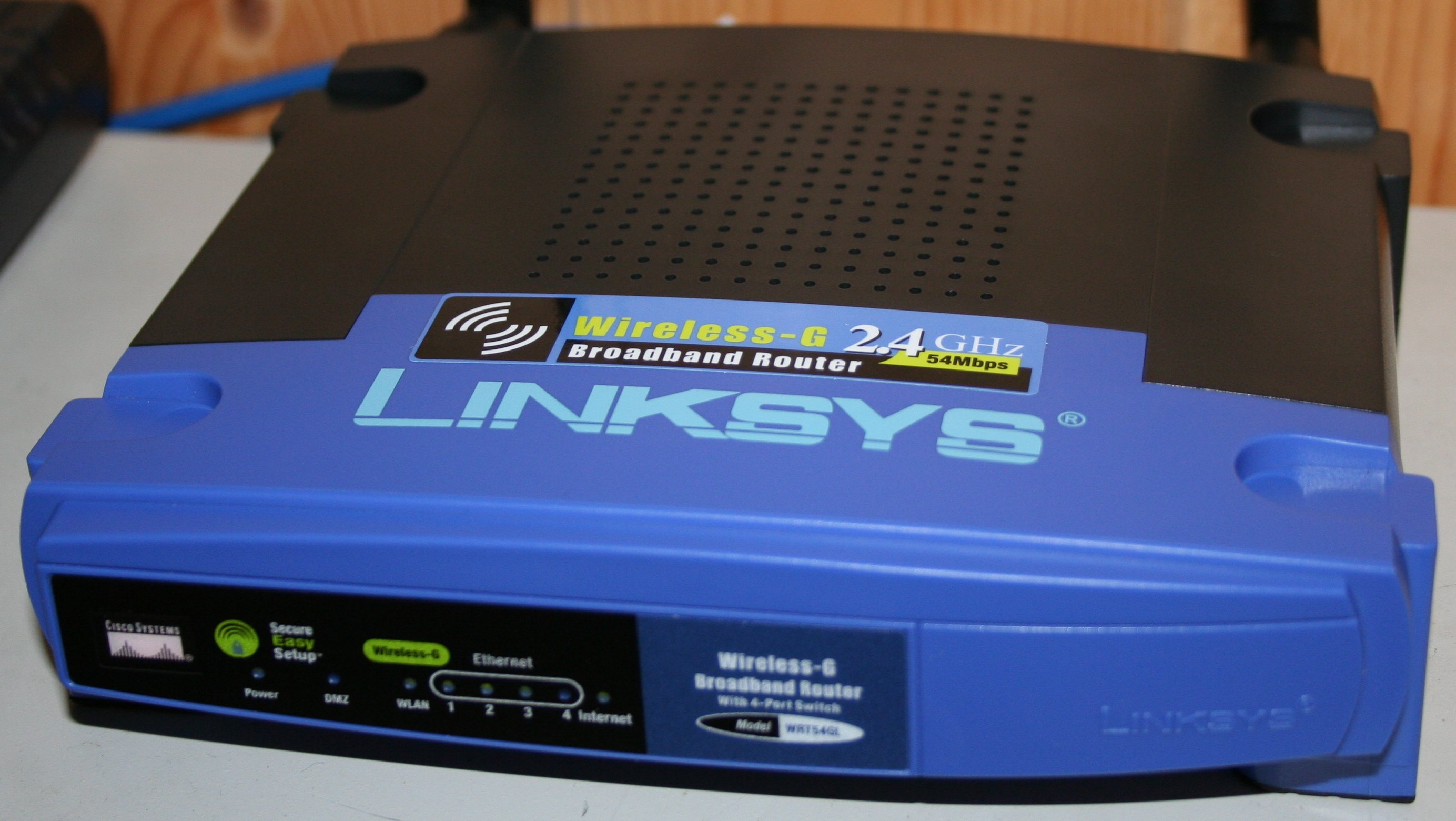
Linksys WRT54G

O Linksys WRT54G é um dos mais famosos roteadores sem fio da Linksys. Ao seu redor, desenvolveu-se toda uma comunidade de desenvolvedores de firmwares alternativos, agregando funções adicionais ao equipamento.
O equipamento WRT54GL é da família que possui o código aberto para implementação e variações de firmware, mas também pode ser usado para Windows.
O equipamento possui as variantes WRT54GL (código aberto) e WRT54GS speedy boosters, ambas em produção.
Existe ainda o WRT54GC que é o modelo compacto, sendo que o seu alcance abrange 10% a menos do que o WRT54G e quando vem como WRT54GC - LA sigla de Latina América ou América Latina, vem com o datasheet e manuais nas linguas portuguesa e espanhola.